# Combitube

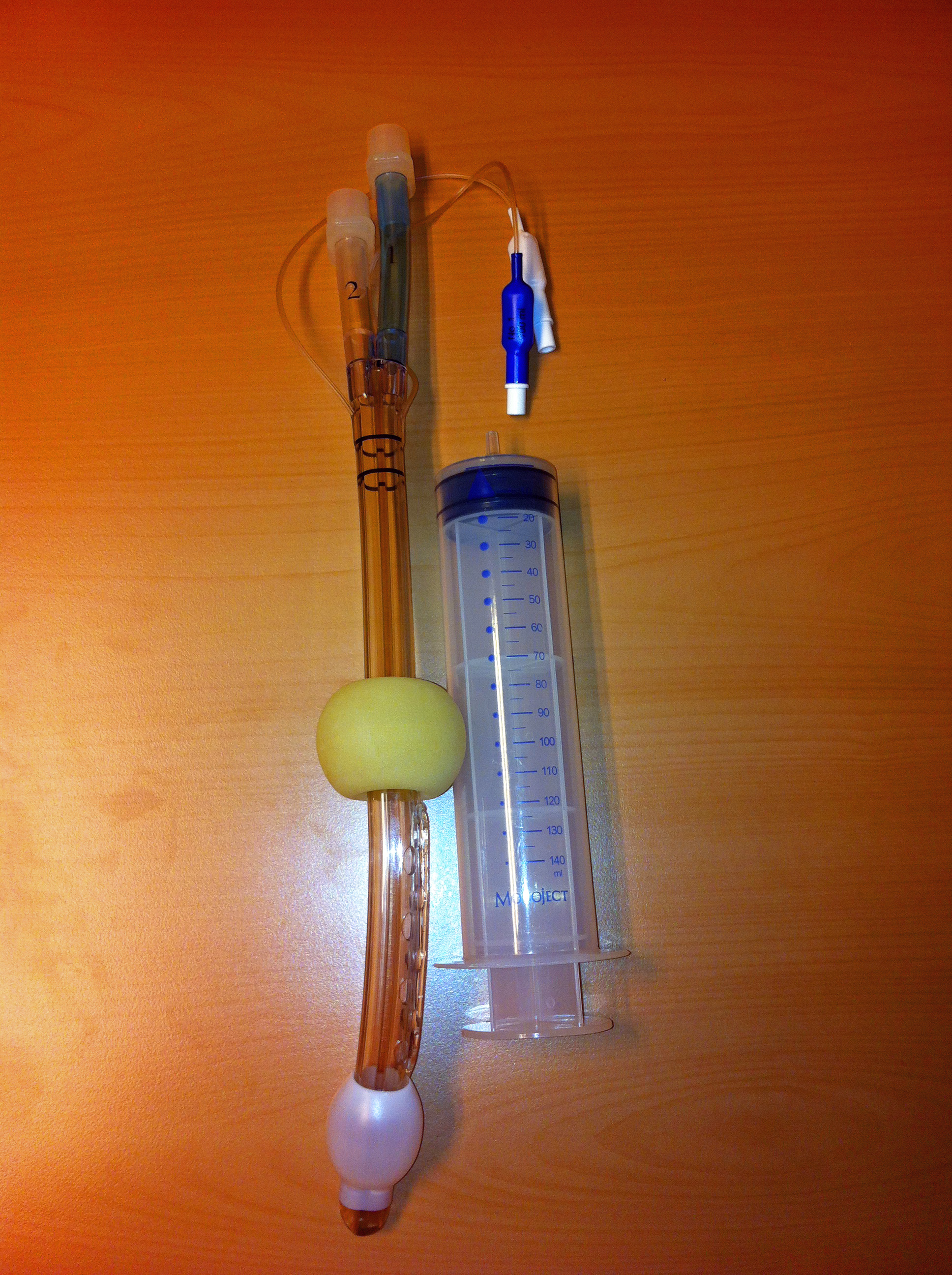
Combitube

Combitube – przyrząd służący do udrażniania dróg oddechowych. Stanowi alternatywę dla intubacji dotchawiczej, głównie ze względu na prostszy system zakładania.

## Budowa
Combitube składa się z pojedynczej rurki o podwójnym świetle (kanał przełykowy i tchawiczy), z których jedno jest ślepo zakończone (kanał przełykowy). Powyżej ujścia przełykowego na powierzchni rurki znajdują się otwory służące do wentylacji. W skład zestawu wchodzą również dwa mankiety uszczelniające, zapobiegające przedostawaniu się powietrza do przełyku i wstecznie do jamy ustnej.

## Technika zakładania
W związku z budową gardła i krtani (nagłośnia zamykająca wejście do dróg oddechowych) w większości przypadków przy ślepej intubacji przy pomocy Combitube dochodzi do przedostania się rurki do przełyku. Po uszczelnieniu mankietów wentylacja zachodzi przy pomocy otworów bocznych (ujście kanału przełykowego jest zamknięte na ślepo). Duży górny mankiet zapobiega cofaniu się powietrza z powrotem do jamy ustnej. Przy intubacji dotchawiczej mieszanina oddechowa dostaje się bezpośrednio do dróg oddechowych przez kanał tchawiczy.